# محاصره اودو
محاصره اودو (انگلیسی: Siege of Udo)، نبردی در طول سالهای پایانی  دوره آزوچی–مومویاما (قرن هفدهم) ژاپن بود.  کاتو کیوماسا قلعه اوتو را محاصره کرد. قلعه اوتو در آن زمان متعلق به رقیب قدیمی او، کونیشی یوکیناگا بود که به نیروهای غربی تحت حمایت موری تروموتو پیوسته بود.